# 大津市立日吉中学校
大津市立日吉中学校（おおつしりつ ひよしちゅうがっこう）は、滋賀県大津市下阪本六丁目にある公立中学校。
男子女子ともに全国中学校バドミントン大会での優勝経験を有するなど、バドミントンの強豪校である。
また、2023年度吹奏楽部が県大会で金賞を受賞。2023年アンサンブルコンテストでは悲願の関西大会出場を果たした。

## 沿革
- 1947年（昭和22年）4月1日 - 開校。

## 通学区域
- 大津市立雄琴小学校、大津市立日吉台小学校、大津市立坂本小学校及び大津市立下阪本小学校の通学区域[1]。

## 関係者

### 出身者
- 三日月大造
- 早川賢一
- 垣岩令佳
- 小田桃香
- 髙橋ひかる